# Zadní Vydří
Zadní Vydří é uma comuna checa localizada na região de Vysočina, distrito de Jihlava.